# Scream Aim Fire
«Scream Aim Fire» (укр. Крик цілься вогонь) — другий студійний альбом валлійського металкор-гурту Bullet for My Valentine, який вийшов 28 січня 2008 року, та за день до цього в США на лейблі Jive.

## Запис
Запис альбому був завершений у листопаді 2007 року, коли вокаліст та гітарист Меттью Так у інтерв'ю для Kerrang! заявив, що він з нетерпінням чекав на співпрацю з запрошеним продюсером Алеком Картіо.

## Реліз та просування
18 грудня 2007 команда представила перший, однойменний, сингл з альбому, ексклюзивно для Великої Британії та США. Всесвітній реліз стався лише 21 січня 2008 року. Також ця композиція присутня у іграх «Guitar Hero World Tour», «Guitar Hero Modern Hits» та «Rock Band 3».
Другий сингл з альбому був анонсований командою під час їх туру Великою Британією. У той же час був відзнятий матеріал, який потім використали для музичного відео на цю композицію. Також ця пісня увійшла до списку композицій комп'ютерної гри «NHL 09».
28 січня 2008 гурт презентував альбом і того ж дня дав 20-хвилинний концерт в Оксфордському цирку, на якому було присутньо близько 300 глядачів, яким потім гурт підписав альбоми.

## Список композицій
Усі композиції написані Bullet for My Valentine.
| #                         | Назва                                        | Тривалість |
| ------------------------- | -------------------------------------------- | ---------- |
| 1.                        | «Scream Aim Fire»                            | 4:26       |
| 2.                        | «Eye of the Storm»                           | 4:02       |
| 3.                        | «Hearts Burst into Fire»                     | 4:57       |
| 4.                        | «Waking the Demon»                           | 4:07       |
| 5.                        | «Disappear»                                  | 1:42       |
| 6.                        | «Deliver Us from Evil»                       | 5:58       |
| 7.                        | «Take It Out on Me» (за участю Бенджі Вебба) | 5:52       |
| 8.                        | «Say Goodnight»                              | 4:43       |
| 9.                        | «End of Days»                                | 4:18       |
| 10.                       | «Last to Know»                               | 3:17       |
| 11.                       | «Forever and Always»                         | 6:46       |
| Загальна тривалість 52:32 |                                              |            |

| Подарункове (делюкс) видання | Подарункове (делюкс) видання | Подарункове (делюкс) видання |
| #                            | Назва                        | Тривалість                   |
| ---------------------------- | ---------------------------- | ---------------------------- |
| 12.                          | «Road to Nowhere»            | 4:19                         |
| 13.                          | «Watching Us Die Tonight»    | 3:53                         |
| 14.                          | «One Good Reason Why»        | 4:04                         |
| 15.                          | «Ashes of the Innocent»      | 4:17                         |
| Загальна тривалість 69:01    |                              |                              |

| Японське обмежене видання | Японське обмежене видання                              | Японське обмежене видання |
| #                         | Назва                                                  | Тривалість                |
| ------------------------- | ------------------------------------------------------ | ------------------------- |
| 12.                       | «No Easy Way Out» (кавер-версія пісні Роберта Теппера) | 4:32                      |
| 13.                       | «Ashes of the Innocent»                                | 4:15                      |
| 14.                       | «Hearts Burst into Fire» (акустична версія)            | 3:56                      |
| 15.                       | «Creeping Death» (кавер-версія пісні Metallica)        | 6:39                      |
| 16.                       | «Crazy Train» (кавер-версія пісні Оззі Осборна)        | 4:51                      |
| Загальна тривалість 76:45 |                                                        |                           |

| Диджипак, USB та вінілове видання | Диджипак, USB та вінілове видання | Диджипак, USB та вінілове видання |
| #                                 | Назва                             | Тривалість                        |
| --------------------------------- | --------------------------------- | --------------------------------- |
| 12.                               | «Ashes of the Innocent»           | 4:17                              |
| Загальна тривалість 56:49         |                                   |                                   |

| iTunes видання            | iTunes видання                                  | iTunes видання |
| #                         | Назва                                           | Тривалість     |
| ------------------------- | ----------------------------------------------- | -------------- |
| 12.                       | «Creeping Death» (кавер-версія пісні Metallica) | 6:39           |
| 13.                       | «Ashes of the Innocent» (бонусний трек)         | 4:14           |
| Загальна тривалість 63:25 |                                                 |                |

| Видання iTunes Німеччини  | Видання iTunes Німеччини           | Видання iTunes Німеччини |
| #                         | Назва                              | Тривалість               |
| ------------------------- | ---------------------------------- | ------------------------ |
| 12.                       | «Say Goodnight» (акустична версія) | 3:14                     |
| Загальна тривалість 55:46 |                                    |                          |

## Учасники запису
Інформація про учасників запису запозичена з сайту AllMusic:
- Меттью Так — вокал, ритм-гітара
- Майкл Педжет — гітара, беквокал
- Джейсон Джеймс — бас-гітара, вокал
- Майкл Томас — барабани

## Позиції в чартах
| Чарт (2008)                                      | Пікова позиція |
| ------------------------------------------------ | -------------- |
| Австралія (ARIA Charts)                          | 4              |
| Швеція (Sverigetopplistan)                       | 5              |
| Шотландія (Official Charts Company)              | 7              |
| Німеччина (GfK Entertainment)                    | 3              |
| UK Albums Chart (Official Charts Company)        | 5              |
| UK Rock & Metal Albums (Official Charts Company) | 1              |
| US Billboard 200                                 | 4              |